# Вибори до Івано-Франківської обласної ради 2006

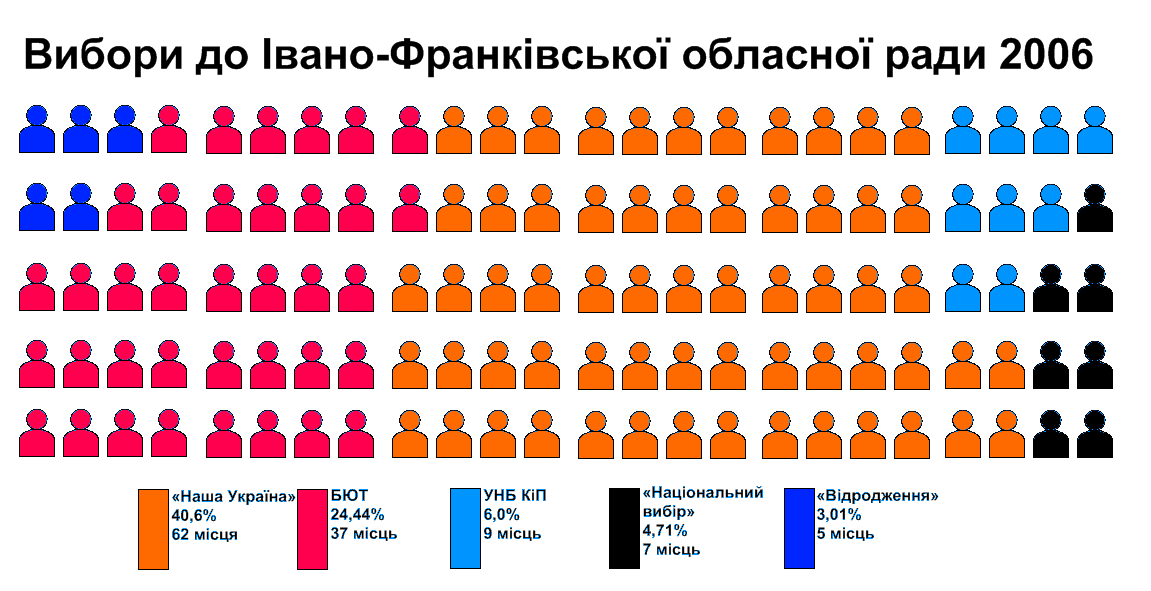
Розподіл місць

Вибори до Івано-Франківської обласної ради 2006 — вибори до Івано-Франківської обласної ради, що відбулися 26 березня 2006 року. Це були перші вибори до Івано-Франківської обласної ради, що проводилися за пропорційною виборчою системою. Для того, щоб провести своїх представників до  Івано-Франківської обласної ради, партія чи блок мусила набрати не менше 3% голосів виборців.

## Результати виборів
| Розподіл голосів         | Розподіл голосів         | Розподіл голосів | Розподіл голосів | Розподіл голосів |
| ------------------------ | ------------------------ | ---------------- | ---------------- | ---------------- |
|                          |                          |                  |                  |                  |
| «Наша Україна» (62)      | «Наша Україна» (62)      |                  | 40.60%           | 40.60%           |
| БЮТ (37)                 | БЮТ (37)                 |                  | 24.44%           | 24.44%           |
| УНБ КіП (9)              | УНБ КіП (9)              |                  | 6.00%            | 6.00%            |
| «Національний вибір» (7) | «Національний вибір» (7) |                  | 4.71%            | 4.71%            |
| «Відродження» (5)        | «Відродження» (5)        |                  | 3.01%            | 3.01%            |

Примітка: На діаграмі зазначені лише ті політичні сили,  які подолали  3 % бар'єр
 і провели своїх представників до Івано-Франківської обласної ради.
 В дужках — кількість отриманих партією чи бльоком мандатів

## Мапи виборів
|  |  |  |  |

|  |  |  |  |

## Зовнішні посилання
- Івано-Франківська обласна рада [Архівовано 12 вересня 2012 у Archive.is]
- Моніторинг виборчого процесу в Івано-Франківській області [Архівовано 21 липня 2011 у Wayback Machine.]